# موراتا جوکو
موراتا جوکو (به ژاپنی: 村田珠光 Murata Jukō)؛ ۱۴۲۳ – ۱۵۰۲ (۷۸−۷۹ سال)) اهل ژاپن بود. وی به عنوان پدر مراسم چای ژاپنی شناخته می‌شود.
وی نخستین استاد چای وابی سابی ثبت شده؛ راهب ذن و اهل نارا است. در زمان وی چای به‌طور گسترده‌ای در جامعه غیرمذهبی به یکی از سرگرمی‌ها و مایه‌های وقت گذرانی بزرگان یا سرآمدان اجتماع تبدیل شده بود. این ناشی از منزلتی بود که برخورداری از وسایل گرانب‌ها و خارجی صرف چای با خود به همراه داشت. شوکو در مخالفت با این رویه هر زمان که امکان داشت به عمد از ظروف بی‌ارزش محلی استفاده می‌کرد. این کار آغازگر دخالت زیبایی‌شناسی وابی سابی در سنت مراسم چای ژاپنی بود.